# CPOR Donieck
CPOR Donieck (ukr. ЖФК «ЦПОР» Донецьк) – ukraiński klub piłki nożnej kobiet, mający siedzibę w mieście Donieck, na wschodzie kraju, grający w sezonie 2002 w rozgrywkach ukraińskiej Wyższej ligi piłki nożnej.

## Historia
Chronologia nazw:
- 2002: ŻFK CPOR Donieck (ukr. ЖФК «ЦПОР» Донецьк)
- 2003: klub rozwiązano – po fuzji z Donneczanką Donieck

Klub piłkarski CPOR' został założony w Doniecku 3 września 2001 roku. W sezonie 2002 zespół startował w rozgrywkach Wyższej ligi, zajmując trzecie miejsce w grupie pierwszej. Potem jednak zrezygnował z dalszych występów w mistrzostwach i w 2003 klub połączył się z innym donieckim klubem Donneczanka Donieck, po czym nazwa została zmieniona na ŻFK Donneczanka-CPOR.

## Barwy klubowe, strój, herb, hymn
|  |  |

Klub ma barwy biało-czarne. Piłkarki domowe spotkania zazwyczaj grają w białych koszulkach, czarnych spodenkach oraz czarnych getrach.

## Sukcesy

### Trofea międzynarodowe
Nie uczestniczył w rozgrywkach europejskich (stan na 31-05-2021).

### Trofea krajowe
| \| \| Zdobyte trofea w rozgrywkach Ukrainy (stan na: 31-05-2021) \| |                                                            |      |          |
| Rozgrywki                                                           | Osiągnięcie                                                | Razy | Sezon(y) |
| Mistrzostwo                                                         | I miejsce                                                  | 0    |          |
| Mistrzostwo                                                         | II miejsce                                                 | 0    |          |
| Mistrzostwo                                                         | III miejsce                                                | 0    |          |
| Mistrzostwo                                                         | 3.miejsce                                                  | 1    | 2002 (A) |
| Puchar                                                              | zdobywca                                                   | 0    |          |
| Puchar                                                              | finalista                                                  | 0    |          |
| II liga                                                             | I miejsce                                                  | 0    |          |
| II liga                                                             | II miejsce                                                 | 0    |          |
| II liga                                                             | III miejsce                                                | 0    |          |
| Ukraina                                                             | Zdobyte trofea w rozgrywkach Ukrainy (stan na: 31-05-2021) |      |          |

## Poszczególne sezony

### Rozgrywki międzynarodowe

#### Europejskie puchary
Nie uczestniczył w rozgrywkach europejskich (stan na 31-05-2021).

### Rozgrywki krajowe
| \| Ukraina \| Bilans występów klubu w rozgrywkach piłkarskich Ukrainy (Stan na 31 maja 2021 r.) \| \| |                                                                                   |        |       |   |   |   |    |    |     |      |        |        |      |
| Poziom                                                                                                | Rozgrywki                                                                         | Sezony | Mecze | Z | R | P | B+ | B– | Pkt | Lata | Awanse | Spadki | Naj. |
| I | Wyszcza liha                                                                      | 1      |       |   |   |   |    |    |     | 2002 | 0      | 0      | 3    |
| II | Persza liha                                                                       | 0      |       |   |   |   |    |    |     |      | 0      | 0      |      |
| | Puchar Ukrainy                                                                    | 0      |       |   |   |   |    |    |     |      | 0      | 0      |      |
| Ukraina                                                                                               | Bilans występów klubu w rozgrywkach piłkarskich Ukrainy (Stan na 31 maja 2021 r.) |        |       |   |   |   |    |    |     |      |        |        |      |

## Struktura klubu

### Stadion
Klub rozgrywa swoje mecze domowe na stadionie Stadion Industrialno-Pedagogicznego Technikum w Doniecku o pojemności 1 tys. widzów.

### Inne sekcje
Klub oprócz głównej drużyny prowadzi drużynę młodzieżowe oraz dla dzieci, grające w turniejach miejskich.

## Kibice i rywalizacja z innymi klubami

### Derby
- Donczanka-CPOR Donieck